# Ефтим Китанчев
Ефтим Цветков Китанчев (изписване до 1945 година: Ефтимъ Цвѣтковъ Китанчевъ) е български военен, пръв председател на Българския олимпийски комитет, спортист.

## Биография
Роден е през 1868 година в село Подмочани, Ресенско. Брат е на видния български политик Трайко Китанчев. При избухването на Сръбско-българската война в 1885 година е доброволец в Ученическия легион. От 1892 година е кавалерийски офицер в Българската армия, с чин подпоручик. От 1895 година е поручик, от 1901 година – капитан. В 1906 година завършва Кавалерийската школа в Пинероло, Италия. На 31 декември 1908 година е произведен в чин майор. В навечерието на Междусъюзническата война, на 14 юни 1913 година е произведен в чин подполковник, а от 5 октомври 1916 година е полковник. Служи в Първи кавалерийски ескадрон, в Първи конен полк, като началник на Кавалерийската школа, командир на 5 и 7 конен полк. По време на Първата световна война е назначен в Дирекцията за стопански грижи и обществена предвидливост. Служи и като комендант на столицата.
Уволнен е от войската през 1919 година и се отдава на спортна дейност. Занимава с конна езда и фехтовка. Той е делегиран начело на Българския олимпийски комитет от управата на Българския народен спортен съюз (БНСС) на 30 март 1923 г. През 1924 година приема за своя цел да изпрати възможно най-много състезатели на олимпиадата в Париж. Отказва пътуване за олимпиадата, за да изпрати с наличните средства колкото може повече състезатели.
Умира на 6 октомври 1925 г. в Атина, където е генерален консул на България.

## Военни звания
- Подпоручик (2 август 1892)
- Поручик (2 август 1895)
- Капитан (1901)
- Майор (30 декември 1908)
- Подполковник (14 юни 1913)
- Полковник (5 октомври 1916)